# Залізнична лінія Стрий — Тернопіль
Стрий – Тернопіль — залізнична лінія місцевого значення на заході України. Пролягає від районного центру Стрия через залізничний вузол Ходорів, що на південь від Львова, до обласного центру Тернополя. Входить до складу Львівської залізниці — підрозділу «Укрзалізниці». Весь маршрут одноколійний, дільниця від Стрия до Ходорова електрифікована.

## Історія

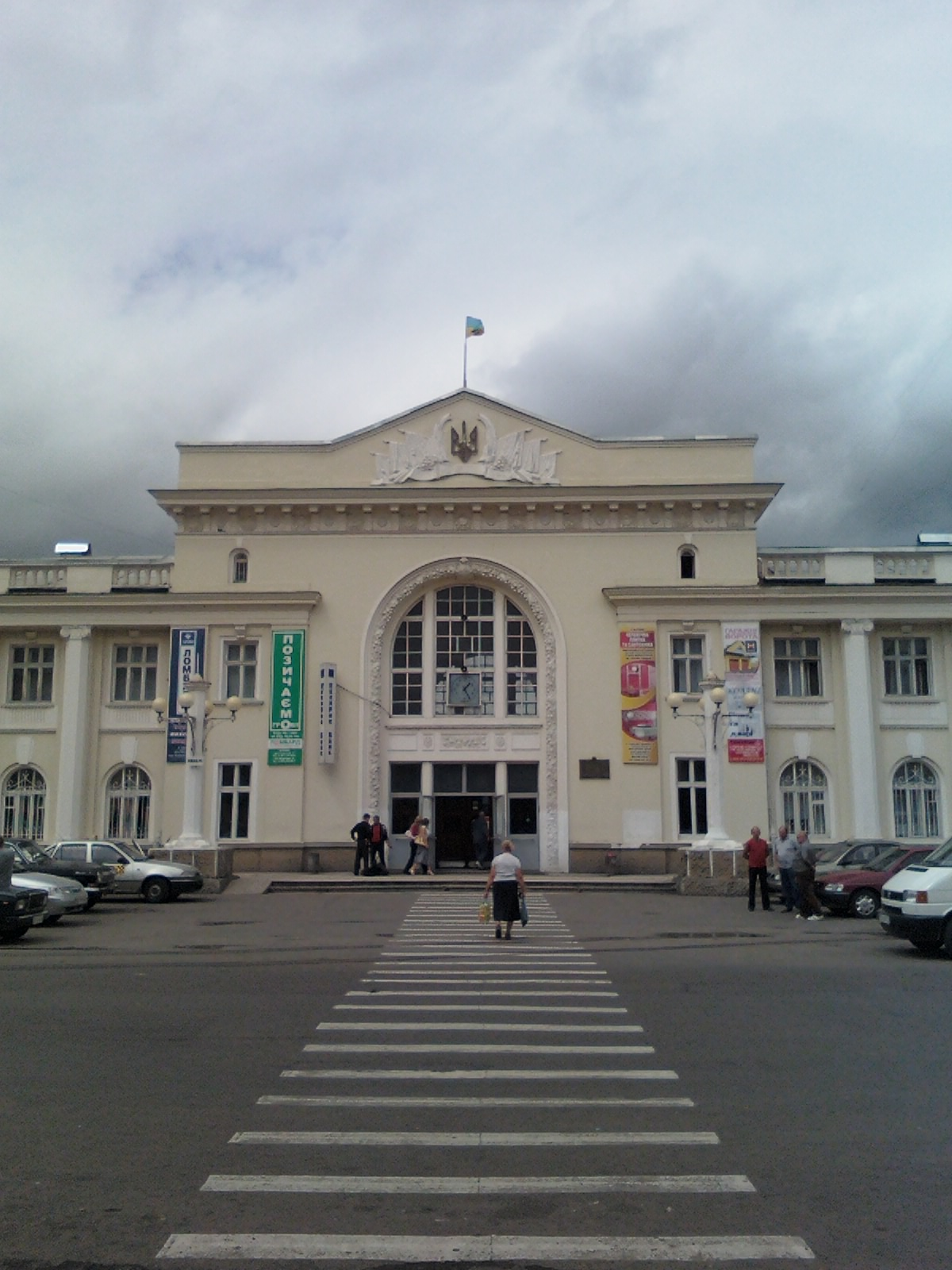
Стрийський вокзал

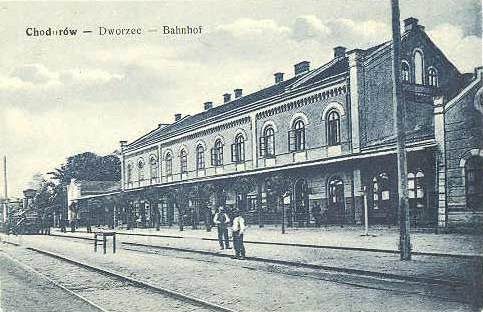
Вокзал у Ходорові в 1890-х рр.

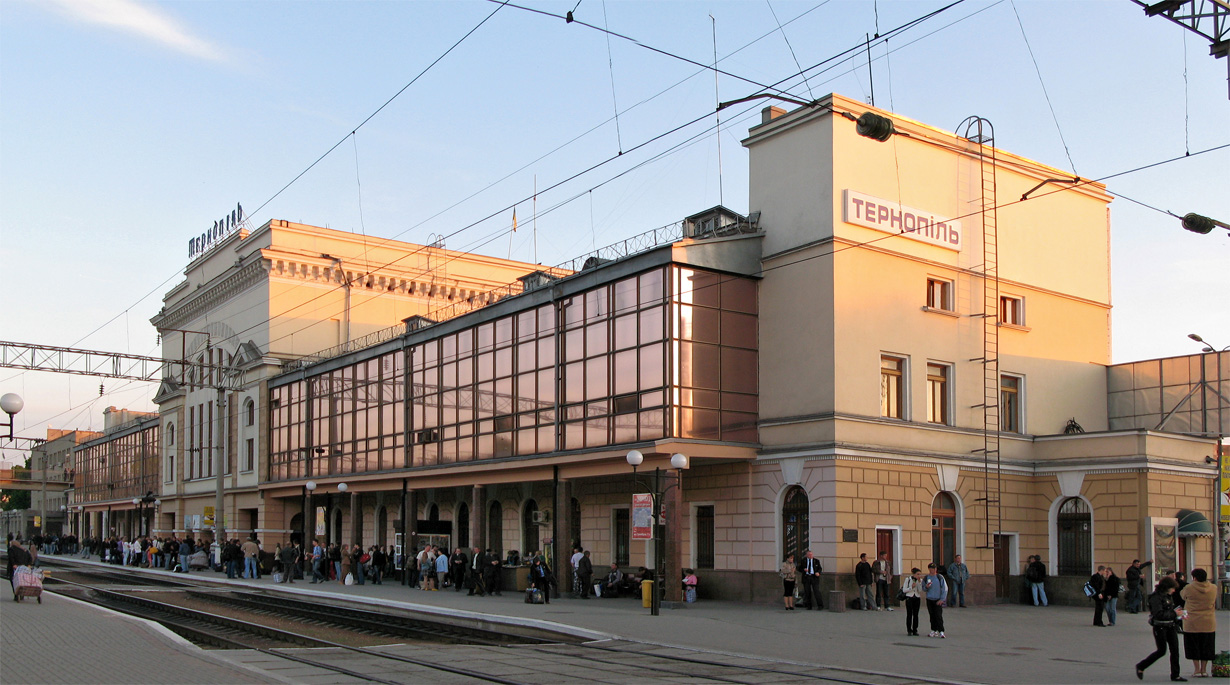
Тернопільський вокзал

Нинішня залізнична лінія складається з декількох колишніх австрійських залізничних ліній, споруджених у 1890-х роках:
- Державна залізнична лінія Стрий – Ходорів (нім. Staatsbahnlinie Stryj–Chodorów),[1] відкрита 22 грудня 1899 р., завдовжки 41 км
- Державна залізнична лінія Ходорів — Підвисоке (нім. Staatsbahnlinie Chodorów–Podwysokie),[2] відкрита 29 листопада 1897 р., завдовжки 42,7 км
- Державна залізнична лінія Галич — Острів-Березовиця (нім. Staatsbahnlinie Halicz–Ostrów-Berezowica) (на південь від Тернополя),[3] відкрита 25 січня 1897 р. (відрізок «Підвисоке — Острів-Березовиця») або 1 червня 1897 р. (відрізок «Галич — Підвисоке»), завдовжки 72 км + 29 км.

Після Польсько-української війни залізнична лінія перейшла під владу Польщі, і відтоді її обслуговували Польські державні залізниці (пол. Polskie Koleje Państwowe).
Після радянської окупації Східної Польщі 1939 року цей маршрут увійшов до складу підпорядкованих НКШС СРСР радянських залізниць. Почалася негайна перешивка окремих ділянок на широку колію, яка припинилася з нападом Німеччини на Радянський Союз 1941 року, а гілки цієї лінії потрапили в управління залізниці Генеральної губернії — так званої «Остбан» (нім. Ostbahn). Відрізку «Стрий – Ходорів» було присвоєно номер 534g, відрізок же «Ходорів — Тернопіль» дістав номер 534p.
Завершення Другої світової війни принесло остаточне закріплення Західної України за Радянським Союзом і всі гілки цієї лінії керівництво радянських залізниць розпорядилося перевести на широку колію, яка залишається і донині. Під час відступу німецьких військ з довколишніх земель 1944 року вони знищили більшість дільниць, а сильно зруйнований відрізок «Галич — Підвисоке» відтоді так і не було відбудовано. 